# Nati nel 1362
| Questa pagina contiene informazioni ricavate automaticamente dalle voci biografiche con l'ausilio del template Bio e di un bot. L'aggiornamento è periodico e automatico e ricostruisce completamente la pagina. Se manca una persona in questa lista, sei pregato di non aggiungerla, ma accertati piuttosto che la sua voce biografica contenga il template Bio e che i dati anagrafici siano correttamente compilati. Se il template Bio manca, inseriscilo tu stesso o, in alternativa, metti l'avviso {{tmp\|Bio}} che ne segnala la mancanza. Se i dati riportati sono sbagliati, correggi direttamente la voce biografica; le modifiche saranno visibili in questa lista entro pochi giorni. Per chiarimenti vedi il progetto biografie. La lista contiene solo le 23 persone che sono citate nell'enciclopedia e per le quali è stato implementato correttamente il template Bio. Pagina aggiornata al 10 feb 2025. |

- 16 gennaio - Robert de Vere, duca d'Irlanda, nobile inglese († 1392)
- 15 aprile - Gregorio Dati, mercante e scrittore italiano († 1435)
- 12 luglio - Caterina Visconti, sovrana italiana († 1404)
- Alamanno Adimari, arcivescovo cattolico italiano († 1422)
- Beatrice di Norimberga, nobildonna († 1414)
- Jean de Béthencourt, esploratore francese († 1425)
- Leonardo Cubello, nobile († 1427)
- Marguerite de Thibouville, nobildonna francese († 1419)
- Eberardo III di Württemberg, conte († 1417)
- Eleonora di Trastámara, regina († 1415)
- Pietro Emiliani, politico e vescovo cattolico italiano († 1433)
- Chiara Gambacorti, monaca cristiana italiana († 1420)
- Giovanna di Baviera, nobile tedesca († 1386)
- Giovanni III del Monferrato, marchese († 1381)
- Ricciardo II Guidi di Bagno, condottiero e politico italiano
- Wojciech Jastrzębiec, arcivescovo cattolico polacco († 1436)
- Régnier Pot, nobile († 1432)
- Lorenzo Ridolfi, giurista, politico e diplomatico italiano († 1443)
- Murdoch Stuart, nobile scozzese († 1425)
- Taddeo di Bartolo, pittore italiano († 1422)
- Wang Fu, pittore e calligrafo cinese († 1416)
- Yakub Çelebi, principe ottomano († 1389)
- Domenico di Niccolò, scultore italiano († 1453)